# Addio show
Addio show (Whoa, Be-Gone!) è un film del 1958 diretto da Chuck Jones. È un cortometraggio d'animazione della serie Merrie Melodies, uscito negli Stati Uniti d'America il 12 aprile 1958. Ha come protagonisti Willy il Coyote e Beep Beep.

## Trama
Willy (Affamatus ingegnosi vulgaris) sta inseguendo Beep Beep (Volatilis velocissimum) a cavalcioni su un razzo, ma si schianta contro l'arco di un tunnel mentre Beep Beep lo attraversa. Tornato a terra, viene investito da un camion della ACME. Successivamente incrocia di nuovo Beep Beep e prova a inseguirlo ma, confuso dalla nuvola di polvere sollevata dall'uccello, cade da un burrone. Risalita la montagna, vede Beep Beep dall'altra parte del precipizio e usa un'asse di legno e un masso per tentare di catapultarsi verso di lui, ma la roccia sfonda il bordo del burrone e il coyote scivola nel buco, cadendo nello stesso punto di prima. Willy posiziona allora un tappeto elastico sul punto in cui è già caduto due volte, quindi torna in cima alla parete di roccia e si mette a cercare Beep Beep con un fucile di precisione ancorato al terreno. Accorgendosi che Beep Beep è dietro di lui, gira il fucile, ma non c'è spazio dall'altra parte. Così Willy cade di nuovo dal dirupo, sorridendo perché pensa che il trampolino lo salverà. Tuttavia, ci passa attraverso schiantandosi nuovamente a terra. In seguito tenta di catturare o uccidere Beep Beep in altri modi:
- tende sulla strada un elastico gigante legandolo a due rocce, ma esso unisce le rocce tra loro mentre Willy è ancora nel mezzo;
- accende dei candelotti di dinamite attaccati sotto il coperchio di un barile, con l'intenzione di calarlo sulla strada grazie a una fune e una carrucola. Ma il bordo della roccia su cui si trova Willy si rompe, facendo oscillare il coyote direttamente sotto il barile. Quindi, si rompe anche la corda e Willy cade a terra insieme al barile, finendoci dentro. Willy riesce ad aprire il barile e uscire, poi si nasconde e aspetta l'esplosione. Tuttavia, ha inavvertitamente portato con sé il coperchio con la dinamite, che esplode;
- dopo aver teso un filo metallico da terra a una colonna di roccia, indossa un casco con sopra una rotella. Quando riesce a stare in equilibrio a testa in giù sul cavo, questo si spezza e Willy si schianta a terra. Quindi, il cavo si stende su una linea elettrica mentre un'estremità cade nel buco in cui si trova il coyote, dandogli una violenta scossa elettrica;
- attacca una carica di tritolo sotto un ponte e aspetta che Beep Beep ci passi sopra. L'uccello però si ferma prima del ponte e, quando Willy lo fa saltare, i pezzi di cemento gli cadono addosso;
- mette sulla strada un mucchio di semi che, una volta bagnati, si trasformano in trombe d'aria, usando una pistola ad acqua quando passa Beep Beep. Tuttavia, l'acqua esce dal fondo della pistola e finisce nel barattolo dei semi vicino a lui. Di conseguenza, viene intrappolato da una tromba d'aria che lo trascina in un campo minato, dove subisce un'esplosione dopo l'altra.

## Distribuzione

### Edizioni home video

#### VHS
America del Nord
- The Road Runner & Wile E. Coyote: The Scrapes of Wrath (12 agosto 1992)

#### Laserdisc
- The Road Runner Vs. Wile E. Coyote: If At First You Don't Succeed... (18 maggio 1994)

#### DVD
Il corto fu pubblicato in DVD-Video in America del Nord nel secondo disco della raccolta Looney Tunes Golden Collection: Volume 2 (intitolato Road Runner and Friends) distribuita il 2 novembre 2004, in cui è visibile anche con un commento audio di Greg Ford; il DVD fu pubblicato in Italia il 16 marzo 2005 nella collana Looney Tunes Collection, col titolo Beep Beep e i suoi amici. In Italia fu inserito anche nel DVD Looney Park della collana I tuoi amici Looney Tunes, uscito il 20 ottobre 2009, mentre in America del Nord fu inserito anche nel secondo disco della raccolta DVD Looney Tunes Spotlight Collection Volume 8, uscita il 13 maggio 2014.